# Kurt Meisel
Kurt Franz-Joseph Meisel (* 18. August 1912 in Wien; † 4. April 1994 ebenda) war ein österreichischer Schauspieler und Regisseur.

## Leben
Kurt Meisel studierte zunächst Rechtswissenschaften. Nach einem Volontariat am Wiener Volkstheater debütiert er 1933 in Shakespeares Wie es euch gefällt  an den Münchner Kammerspielen. Ab 1934 trat Meisel auch im Film auf, wo er im Laufe der 1930er Jahre zu einem beliebten Nebendarsteller wurde. Daneben stand er an der Kleinen Komödie in München und in Berlin im Schiller- und Schlossparktheater auf der Bühne.
Im Jahr 1937 erhielt Meisel ein Engagement am Berliner Schauspielhaus. Kein großer deutschsprachiger Regisseur von Gustaf Gründgens über Jürgen Fehling bis Karl-Heinz Stroux kam an dem glatzköpfigen Mann mit der messerscharfen Stimme und der beeindruckenden Bühnenpräsenz vorbei. Das Rollenfach des eigenwilligen Charakterdarstellers reichte vom verweichlichten Playboy mit Wiener Charme in Die göttliche Jette bis hin zu verschlagenen Triebmenschen in Schlussakkord (1936) oder Die goldene Stadt (1942).
Zu Kurt Meisels Filmen der 1930er und 1940er Jahre zählen unter anderem Die göttliche Jette (1937), Nanon (1938), Der Feuerteufel (1940), Der große König (1940/42) und Kolberg (1943/45). Meisel stand 1944 in der Gottbegnadeten-Liste des Reichsministeriums für Volksaufklärung und Propaganda.
Nachdem er bereits seit 1942 Erfahrung als Regieassistent gesammelt hatte, begann Meisel nach dem Zweiten Weltkrieg eine weitere Karriere als Filmregisseur – u. a. mit Verspieltes Leben (1949), Vater sein dagegen sehr (1957) und Drei Mann auf einem Pferd (1957) –, daneben trat er aber auch weiterhin selbst in Filmen auf und betätigte sich gelegentlich als Synchronsprecher.
Mit Beginn der Spielzeit 1960 wurde Meisel Oberspielleiter und Schauspieler des Bayerischen Staatsschauspiels in München. Nebenbei unterrichtete er an der Schauspielschule Zerboni. Nach einem Konflikt mit dem Theaterkritiker Walther Kiaulehn (im Münchner Merkur und in der Abendzeitung) resignierte er Anfang 1964. Meisel ging nach Wien, wo er ab 1966 vier Jahre lang Oberregisseur und stellvertretender Direktor am Burgtheater war (1966 Bertolt Brechts Leben des Galilei mit Curd Jürgens). Gleichzeitig übernahm er Lehraufträge am Mozarteum in Salzburg und an der Wiener Filmakademie. 1970 spielte er am Wiener Volkstheater unter Gustav Mankers Regie den Senator Nicolson in der Erstaufführung von Rolf Hochhuths Guerillas.
Sein schriftlicher Nachlass befindet sich im Archiv der Akademie der Künste in Berlin.

## Münchner Residenztheater
1972 wurde Meisel Intendant des Bayerischen Staatsschauspiels in München, wo er bereits Jahre zuvor Oberspielleiter gewesen war. Dort arbeitete ab 1976 der Filmregisseur Ingmar Bergman, der vor dem schwedischen Fiskus nach Deutschland geflohen war (Ibsens Hedda Gabler, Strindbergs Traumspiel, Tschechows Drei Schwestern, Molières Tartuffe).
Meisels letzte Theaterrollen waren der Polizeikonzipist in Franz Molnars Liliom am Wiener Burgtheater (1990, Regie: Paulus Manker), ein Stück, das er selbst 1963 am Burgtheater mit Hans Moser in dieser Rolle inszeniert hatte, der Herrenstein in Elisabeth II. von Thomas Bernhard (1989) und der alte Ekdal in Ibsens Die Wildente am Münchner Residenztheater.

## Privates
Kurt Meisel war seit 1953 mit der Schauspielerin Ursula Lingen, der Tochter von Theo Lingen und der Halbschwester von Hanne Hiob, verheiratet. Er starb am 4. April 1994 in seiner Heimatstadt an einem Schlaganfall.

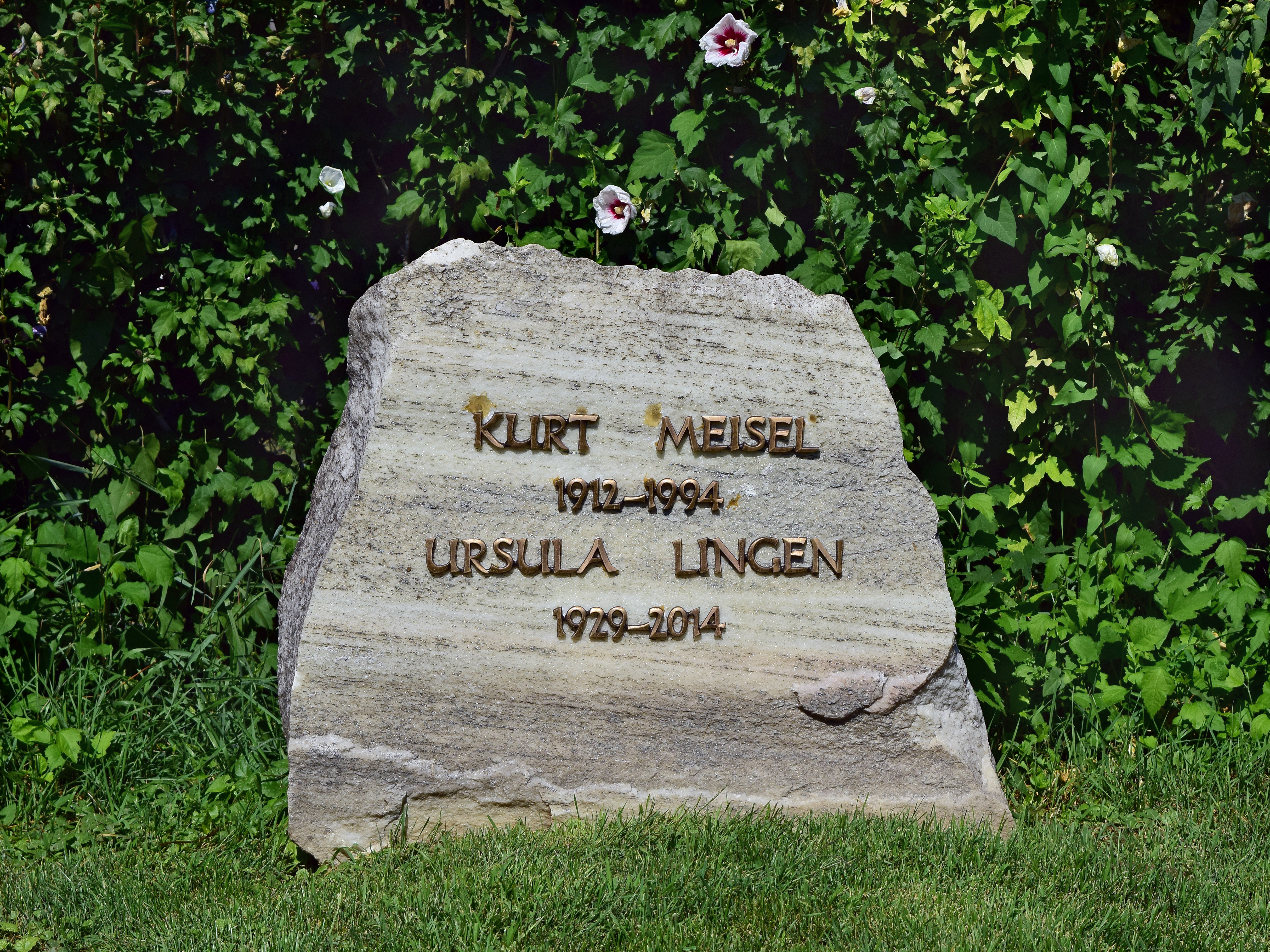
Grabstätte von Kurt Meisel

Sein ehrenhalber gewidmetes Grab befindet sich auf dem Wiener Zentralfriedhof (Gruppe 40, Nummer 168).

## Auszeichnungen
1952 erhielt Meisel den Berliner Kunstpreis, 1975 den Bayerischen Verdienstorden, ein Jahr später die Ludwig-Thoma-Medaille. 1979 wurden seine Leistungen von der Stadt Wien mit der Ehrenmedaille in Gold gewürdigt. Zu seinen Ehren wurde vom „Verein der Freunde des Bayerischen Staatsschauspiels“ 1997 der Kurt-Meisel-Preis gestiftet.

## Filmografie
- 1934: Klein Dorrit
- 1936: Ehestreik
- 1936: Schlußakkord
- 1936: Das Hofkonzert
- 1937: Spiel auf der Tenne
- 1937: Liebe kann lügen
- 1937: Kristall oder Porzellan
- 1937: Die göttliche Jette
- 1937: Die ganz großen Torheiten
- 1937: Der Schimmelkrieg in der Holledau
- 1938: Nanon
- 1939: Die hundert Mark sind weg
- 1939: Eine kleine Nachtmusik
- 1939: Eine Frau wie Du
- 1939: Der Feuerteufel
- 1939: Das große Los
- 1939: Das Ekel
- 1940: Die keusche Geliebte
- 1940/42: Der große König
- 1941: Der Weg ins Freie
- 1941: Menschen im Sturm
- 1942: Die goldene Stadt
- 1942: Der Fall Rainer
- 1943: Immensee – Regie-Assistenz
- 1943/45: Kolberg – Darsteller, Regie-Assistenz
- 1944/54: Ein toller Tag
- 1947: Wozzeck
- 1949: Tragödie einer Leidenschaft – Regie
- 1949: Verspieltes Leben – Regie, Drehbuch, Darsteller
- 1950: Liebe auf Eis – Regie, Darsteller
- 1950: Dämonische Liebe – Regie, Darsteller
- 1952: Die Spur führt nach Berlin
- 1952: Bis wir uns wiederseh’n
- 1953: Die Todesarena – Regie
- 1954: Mannequins für Rio
- 1954: Emil und die Detektive
- 1955: Gestatten, mein Name ist Cox
- 1955: Unternehmen Schlafsack
- 1955: Zwei blaue Augen
- 1955: Es geschah am 20. Juli
- 1956: Das Sonntagskind – Regie
- 1957: Vater sein dagegen sehr – Regie, Darsteller
- 1957: Drei Mann auf einem Pferd – Regie, Darsteller
- 1958: Die Katze
- 1958: Romarei, das Mädchen mit den grünen Augen
- 1958: Zeit zu leben und Zeit zu sterben (A Time to Love and a Time to Die)
- 1958: Madeleine Tel. 13 62 11 – Regie
- 1958: Dorothea Angermann
- 1958: Der veruntreute Himmel
- 1959: Liebe verboten – Heiraten erlaubt – Regie
- 1959: Geschlossene Gesellschaft – Darsteller
- 1959: Kriegsgericht – Regie
- 1960: Die Rote Hand – Regie, Darsteller
- 1961: Der längste Tag
- 1963: Leutnant Gustl
- 1964: Der Verschwender – Regie
- 1965: Das Kriminalmuseum – Der Koffer (Fernsehreihe S4/E1)
- 1965: Oberst Wennerström (Fernseh-Zweiteiler)
- 1966: Der Kongreß amüsiert sich
- 1966: Zwei Girls vom Roten Stern
- 1967: Ostwind (Fernsehfilm) – Regie
- 1969: Michael Kohlhaas – der Rebell
- 1970: Der Kurier des Zaren (Strogoff)
- 1974: Die Akte Odessa (The Odessa File)
- 1976: Derrick (Fernsehserie, Folge Der Mann aus Portofino)
- 1980: Ringstraßenpalais
- 1986: Bitte laßt die Blumen leben
- 1992: Wenn ich sonntags in mein Kino geh’ … 
Ein Film zum 75. Geburtstag der Ufa – Mitwirkung

## Hörspiele
- 1946: Max Frisch: Nun singen sie wieder. Versuch eines Requiems (Herbert) – Regie: Theodor Mühlen (Hörspiel – Berliner Rundfunk)
- 1946: George Bernard Shaw: Der Arzt am Scheideweg – Regie: Peter Bejach (Berliner Rundfunk)